# مارتینا کاریلو
مارتینا کاریلو (انگلیسی: Martina Carrillo؛ ۱۷۵۰ – بعد از ۱۷۷۸) یک فعال سیاه‌پوست اکوادوری بود که از حقوق سیاه‌پوستان دفاع می‌کرد و علیه برده‌داری می‌جنگید. او همراه با شش برده دیگر آفریقایی‌تبار، در سال ۱۷۷۸ به کیتو رفت تا کیس خود را به رئیس دادگاه سلطنتی ارائه دهد که قول کمک به آنها را داد. با این حال آنها با مجازات شلاق روبرو شدند و کاریلو ۳۰۰ ضربه خورد. امروز از او به عنوان یک قهرمان ملی تجلیل می‌شود.

## زندگی‌نامه
او در حدود سال ۱۷۵۰ در دره رودخانه چوتا در شمال اکوادور به دنیا آمد و وقتی بزرگ شد به عنوان برده در مزرعه‌ای به نام لاکنسپسیون به کار پرداخت. در پایان ژانویه سال ۱۷۷۸، او به همراه شش برده سیاه‌پوست دیگر از لاکنسپسیون (پدرو لوکومی، آندرس لوکومی، آمبروزیا پادیلا، آنتونیو چالا، ایگناسیا کویتینو و ایرنه لواردو)، به کیتو رفت تا تعدادی از شکایات ناشی از بدرفتاری با آنها در زمان مدیر فرانچسکو اورکو اچه را به خوزه دیگوخا، رئیس دادگاه سلطنتی منصوب شده توسط اسپانیایی‌ها، عرضه کند. این موارد شامل کمبود غذا و پوشاک و نیاز به روزهای تعطیل پس از کار در مزارع بود. دیگوجا قول داد که بهبودهایی وجود داشته باشد و آنها را با یک درخواست کتبی به آئورکو ایچیا بازگرداند که هیچ مجازاتی بر آنها نباید اعمال شود. ایچیا این درخواست را نادیده گرفت و همه آنها را مجازات کرد. کاریلو ۳۰۰ ضربه شلاق خورد.
روز بعد کاریلو که قفسه سینه‌اش در اثر ضربات شلاق بریده شده بود و نفرات دیگر نیز به شدت مجروح بودند، هیچ‌کدام نتوانستند به مدت حداقل دو هفته به سر کار بازگردند. در ماه آوریل، آندرس فرناندز سالوادور شروع به تحقیق در مورد این پرونده کرد و از شاهدان در لا کنسپسیون بازجویی کرد. در ۱۲ آوریل، آئورکو ایچیا دستگیر شد و در ۱۴ ژوئیه ۲۰۰ پزو جریمه شد، که ۱۰۰ پزوی آن بین قربانیان تقسیم شد.